# Brachiaria leucacrantha
Brachiaria leucacrantha är en gräsart som först beskrevs av Karl Moritz Schumann, och fick sitt nu gällande namn av Otto Stapf. Brachiaria leucacrantha ingår i släktet Brachiaria och familjen gräs. Inga underarter finns listade i Catalogue of Life.